# LST-11 (戦車揚陸艦)
LST-11 (USS LST-11)は、第二次世界大戦中にアメリカ海軍及びイギリス海軍が運用したLST-1級戦車揚陸艦である。

## 艦歴
LST-11は1942年8月8日にアメリカ・ペンシルバニア州ピッツバーグのドラヴォ・コーポレーションが起工し、11月18日に進水した。しかしアメリカ海軍へは就役せず、1943年3月23日にHM LST-11としてイギリス海軍へ就役した。1943年5月14日にニューヨークから護送船団UGS8Aとともに地中海へ向け出発した。
LST-11は第二次世界大戦においてヨーロッパ戦線やアジア太平洋戦線に従事した。参加した戦いには、1944年1月から3月までアンツィオの戦い、6月のノルマンディー上陸作戦などがあり、大戦終結後の1945年9月には日本軍に占領されていたイギリス領マラヤの奪還にも参加している。
1944年5月に船体欠陥修理のためカーディフを訪れた。また6月から8月まで、同じく修理のためテムズ川流域やポーツマスを、9月12日から10月23日まで、船体の改装のため再びカーディフを訪れた。
1946年4月13日にイギリス海軍を退役し、5月13日にアメリカ海軍船籍に戻った。 1946年6月5日にアメリカ海軍を除籍され、1947年12月5日にスクラップのため売却された。